# Rheum globulosum
Rheum globulosum är en slideväxtart som beskrevs av Andrew Thomas Gage. Rheum globulosum ingår i släktet rabarbersläktet, och familjen slideväxter. Inga underarter finns listade i Catalogue of Life.